# Equazione biarmonica
In matematica, l'equazione biarmonica è un'equazione differenziale alle derivate parziali del quarto ordine utilizzata frequentemente nella meccanica del continuo. Una soluzione dell'equazione biarmonica è detta funzione biarmonica; ogni funzione biarmonica  è una funzione armonica, ma non vale il viceversa.

## L'equazione
L'equazione biarmonica ha la forma:
{\displaystyle \nabla ^{4}\varphi =0}
oppure:
{\displaystyle \nabla ^{2}\nabla ^{2}\varphi =0}
o anche:
{\displaystyle \Delta ^{2}\varphi =0}
dove {\displaystyle \nabla ^{4}} è la quarta potenza dell'operatore nabla, cioè il quadrato del laplaciano {\displaystyle \nabla ^{2}} (indicato anche con {\displaystyle \Delta }). Un tale operatore differenziale è anche detto operatore bilaplaciano o operatore biarmonico. In una diversa notazione può essere scritto in {\displaystyle n} dimensioni come:
{\displaystyle \nabla ^{4}\varphi =\sum _{i=1}^{n}\sum _{j=1}^{n}\partial _{i}\partial _{i}\partial _{j}\partial _{j}\varphi }
Ad esempio, nel caso tridimensionale e in coordinate cartesiane:
{\displaystyle {\partial ^{4}\varphi  \over \partial x^{4}}+{\partial ^{4}\varphi  \over \partial y^{4}}+{\partial ^{4}\varphi  \over \partial z^{4}}+2{\partial ^{4}\varphi  \over \partial x^{2}\partial y^{2}}+2{\partial ^{4}\varphi  \over \partial y^{2}\partial z^{2}}+2{\partial ^{4}\varphi  \over \partial x^{2}\partial z^{2}}=0}
Un altro esempio in {\displaystyle n} dimensioni si trova considerando:
{\displaystyle \nabla ^{4}\left({1 \over r}\right)={3(15-8n+n^{2}) \over r^{5}}}
dove:
{\displaystyle r={\sqrt {x_{1}^{2}+x_{2}^{2}+\cdots +x_{n}^{2}}}}
Per i soli valori {\displaystyle n=3} e {\displaystyle n=5} diventa l'equazione biarmonica.

## Equazione in due dimensioni
In coordinate polari bidimensionali l'equazione biarmonica assume la forma:
{\displaystyle {\frac {1}{r}}{\frac {\partial }{\partial r}}\left(r{\frac {\partial }{\partial r}}\left({\frac {1}{r}}{\frac {\partial }{\partial r}}\left(r{\frac {\partial \varphi }{\partial r}}\right)\right)\right)+{\frac {2}{r^{2}}}{\frac {\partial ^{4}\varphi }{\partial \theta ^{2}\partial r^{2}}}+{\frac {1}{r^{4}}}{\frac {\partial ^{4}\varphi }{\partial \theta ^{4}}}-{\frac {2}{r^{3}}}{\frac {\partial ^{3}\varphi }{\partial \theta ^{2}\partial r}}+{\frac {4}{r^{4}}}{\frac {\partial ^{2}\varphi }{\partial \theta ^{2}}}=0}
e può essere risolta tramite separazione delle variabili, ottenendo la soluzione di Michell.
La soluzione generale in due dimensioni è:
{\displaystyle xv(x,y)-yu(x,y)+w(x,y)}
dove {\displaystyle u(x,y)}, {\displaystyle v(x,y)} e {\displaystyle w(x,y)} sono funzioni armoniche e {\displaystyle v(x,y)} è il coniugato armonico di {\displaystyle u(x,y)}.
La forma generale per una funzione biarmonica in due variabili si può scrivere anche come:
{\displaystyle \operatorname {Im} ({\bar {z}}f(z)+g(z))}
dove {\displaystyle f(z)} e {\displaystyle g(z)} sono funzioni analitiche.